# Irvine Robertson
Irvine Geale Robertson (10. juli 1883 – 26. februar 1956) var en canadisk roer som deltog i de olympiske lege 1908 i London.
Robertson vandt en bronzemedalje i roning under Sommer-OL 1908 i London. Han var med på den canadiske otter som besejrede en norsk otter i kvartfinalen men som tabte i semifinalen til en britisk båd som vandt i finalen.